# Misogada cinerea
Misogada cinerea är en fjärilsart som beskrevs av William Schaus. Misogada cinerea ingår i släktet Misogada och familjen tandspinnare. Inga underarter finns listade i Catalogue of Life.